# Buick Apollo
Der Buick Apollo war eine Serie von Personenkraftwagen, die zwischen 1973 und 1975 von der Automobilmarke Buick in den USA gefertigt wurde. Der Apollo war auf der X-Plattform von General Motors aufgebaut und somit trotz einer Länge von über 5 Metern ein compact car nach amerikanischer Definition. Schwestermodelle waren Chevrolet Nova, Oldsmobile Omega und Pontiac Ventura. Mit ihnen teilte der Apollo die Technik und die Grundzüge der Karosserie. Nur 1975 wurde der Name Apollo für die viertürige Ausführung verwendet; die Coupés wurden umbenannt in Skylark.

## Modellgeschichte
Die langlebige und vielseitige X-Plattform war bereits 1962 eingeführt worden. Eine Besonderheit war die Karosseriestruktur, die teilweise selbsttragend aufgebaut war. Der Vorderbau mit der Motoraufnahme war mittels eines Hilfsrahmen ausgeführt, der mit dem Karosseriekörper mit Silentblöcken verbunden wurde. Die vorderen Kotflügel waren angenietet, nicht verschweißt. Die Karosserien wurden bei der Konzerntochter Fisher Body hergestellt. Der Buick Apollo basierte auf der Ende 1967 eingeführten zweiten Generation dieser Plattform. Das Fahrwerk bestand aus MacPherson-Federbeinen mit Querlenkern vorne und einer hinteren Starrachse an Blattfedern, deren Federrate nach eigener Darstellung von einem Computer je nach gewählter Ausstattung und dem damit verbundenen Fahrzeuggewicht gewählt wurde. Mehrfach wurde auf eine weiche Abstimmung der Federung hingewiesen, was Buick-Kunden wohl erwarteten.

### 1973
Das Modelljahr begann bei Buick am 21. September 1972, der Apollo erschien aber erst am 12. April 1973 und war damit eine nachgeschobene Baureihe. Die optischen Unterschiede zu den Schwestermodellen der anderen Konzernmarken waren gering und beschränkten sich auf eine andere Gestaltung der Frontmaske und markentypische, flache Rücklichter. Ebenfalls markentypisch waren flache Zierelemente auf den vorderen Kotflügeln, die Lufteinlässe andeuteten, aber funktionslos waren. In diesem Jahr wurden in den USA energieabsorbierende Stoßfänger vorn vorgeschrieben, die auch der Apollo erhielt.
Wie die anderen Mitglieder dieser GM-Modellfamilie war auch der Buick Apollo als viertürige Limousine, zweitüriges Coupé oder dreitüriges Kombi-Coupé lieferbar. Kleinster erhältlicher Motor war der Chevrolet "250" Reihensechszylindermotor mit 4097 cm³ Hubraum, hydraulischen Stößeln, einer Verdichtung von 8,25 : 1, Einfachvergaser und 100 nhp (74 kW) Leistung bei 3600/min. Auf Wunsch war auch der Buick 350 V8-Motor mit 5735 cm³ Hubraum in je einer Version mit Doppelvergaser oder Doppel-Registervergaser verfügbar. Ersterer leistete 150 nhp (110 kW) bei 3800/min und mit einer Verdichtung von 8,5 : 1. Die stärkere Version wird mehrfach erwähnt, Leistungsangaben dazu fehlen aber. Allerdings wird ein optionaler Buick 350 V8 mit 175 nhp (128 kW) erwähnt.
Erhältliche Sonderausstattungen umfassten das Automatikgetriebe Turbo Hydramatic TH 350, Servolenkung, Bremskraftverstärker, vordere Scheibenbremsen, elektrische Fenster- und Sitzverstellung, Klimaanlage, verschiedene Kunstleder- und Stoff-Innenausstattungen, Vinyldächer in verschiedenen Farben und dazu passende Seitenstreifen mit Vinyleinlage und chromfarbenen Randlinien, die den Eindruck von Luxus verstärkten. Sie verliefen von den Chromzierelementen auf den Kotflügeln die Flanke bis zum Heck. Ebenso gab es Chromzierleisten für die Seitenfenster und großflächige Chromverkleidungen im unteren Teil der Türen beim Zwei- und Dreitürer. Auch waren getönte Scheiben, verschiedene Naben- und Radkappen, sowie Weißwandreifen erhältlich, ebenso wie Sportspiegel links und rechts und verschiedene Radios und Achtspur-Tonbandgeräte. Die Radioantenne war zwischen den beiden Glasschichten der Windschutzscheibe untergebracht, daher war eine Außenantenne nicht notwendig. Die Sicherheitsausstattung umfasste eine Zweikreisbremsanlage mit zwei Hauptbremszylindern, Warnblinkanlage, ein gepolstertes Armaturenbrett, eine energieabsorbierende Lenksäule und versenkte Türgriffe innen.
Buick ging in der Werbung bemerkenswert offen mit Nachteilen um. Den für einen compact hohen Basispreis rechtfertigte man damit, dass dies ein eben ein Buick sei (traditionell die Marke des gehobenen Mittelstands) und auch das gegenüber Konkurrenzmodellen bis zu 250 kg höhere Gewicht sei auf markentypische Besonderheiten wie bessere Geräuschdämmung und Materialien zurückzuführen.

### 1974

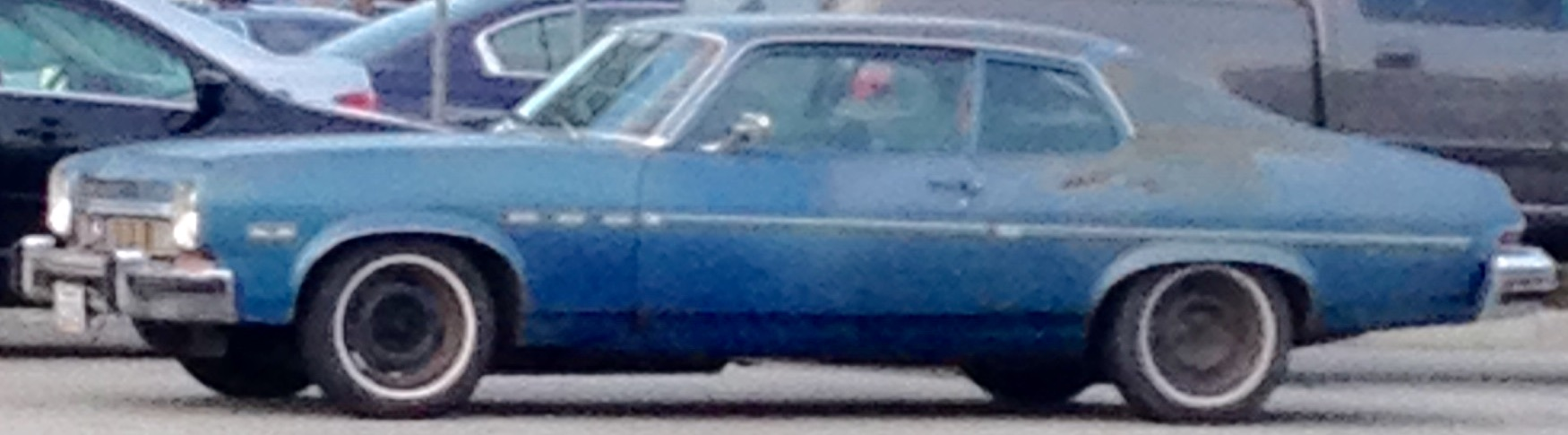
Ein vernachlässigtes Buick Apollo Notchback Coupé (1974)

Die Änderungen für das Modelljahr 1974 waren minimal. Es gab eine neue Kühlermaske und eine geänderte Motorhaube. An den technischen Spezifikationen änderte sich nichts. Der V8 350 kostete US$ 118 Mehrpreis, mit Doppel-Registervergaser US$ 167. Innen gab es neue Sitzbezüge und optional erstmals Einzelsitze mit hohen Rückenlehnen (bucket seats). Zudem waren neu vier Außenfarbtöne allein dem Apollo vorbehalten.
Neu war ein GSX-Paket für das Stufenheck-Coupé. Die Bezeichnung erinnert an die potenten Muscle Cars von 1969 und 1970, bot aber nur eine optische Aufwertung ohne technische Verbesserung. Für einen Aufpreis von US$ 96 erhielt der Käufer ein weiß oder rot lackiertes Fahrzeug mit weißen Kunstlederbezügen. Diese hatten rot abgesetzte Nähte. Dazu kamen ein schwarzer (statt verchromter) Kühlergrill, besondere Zierstreifen, Bucket seats und andere Sonderausstattungen. Das GSX-Paket war auch mit dem Sechszylindermotor erhältlich.
Die Verkaufspreise waren 1974 deutlich erhöht worden.

### 1975

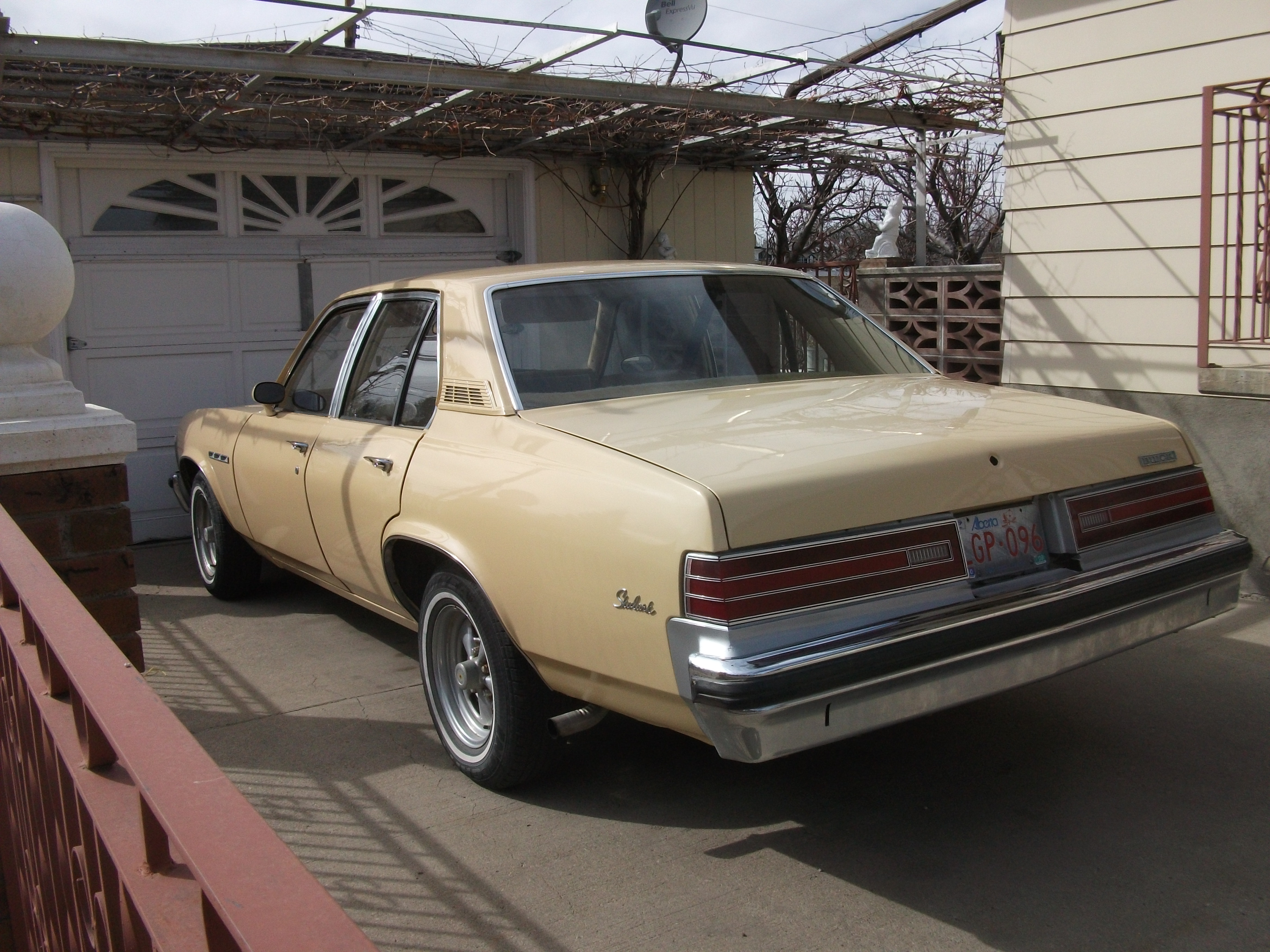
Dieser Buick Skylark ist weitgehend baugleich mit dem letzten Apollo.

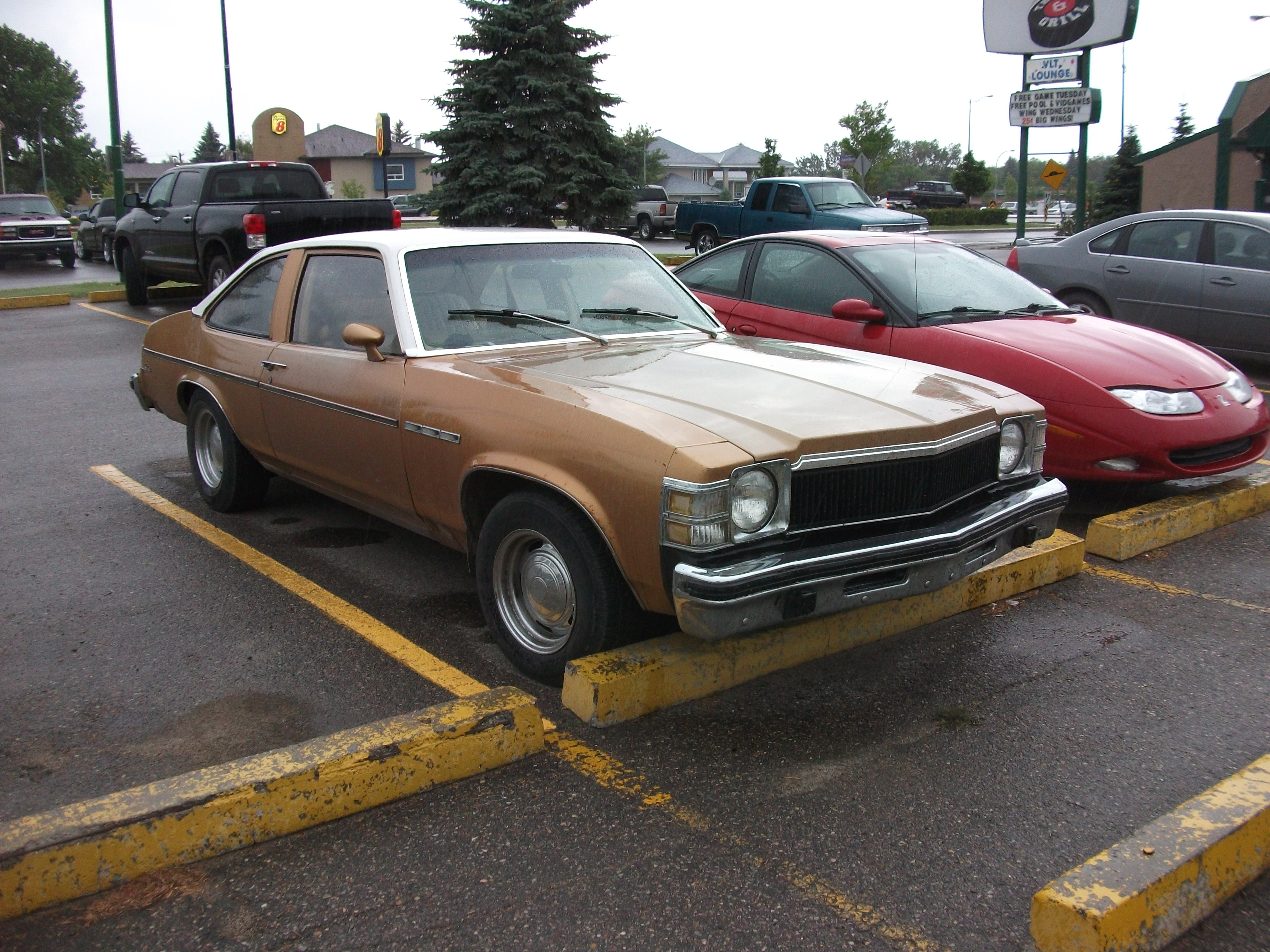
Buick Skylark Coupé.

Das Modelljahr begann am 27. September 1974. Die X-Bodies wurden für 1975 komplett überarbeitet. Bei Buick war der Apollo das Modell mit den weitreichendsten Änderungen in diesem Modelljahr, wenn der Name auch nur noch für die viertürige Version verwendet wurde. Die Coupés wurden als Skylark vermarktet. 
Die Baureihe bestand aus drei Ausstattungslinien. Das Basismodell war der Skylark S, der nur als Notchback Coupé angeboten wurde und ab US$ 3234 angeboten wurde. Die mittlere Linie bestand aus Skylark Coupé und Kombicoupé sowie dem Apollo Sedan. Alle drei waren auch in einer gehobenen R/S-Version erhältlich. 
Außer in den Karosserievarianten gibt es zwischen Apollo und Skylark einen technischen Unterschied. So stand als Basismotorisierung beim Apollo der bekannte Chevrolet-Sechszylinder mit nun 105 nhp (75 kW) Leistung bei 4000/min (Verdichtung 8,0 : 1) zur Verfügung, der Skylark erhielt stattdessen einen 3,8 Liter (231 c.i.) V6 mit 110 nhp (78 kW) bei 4000/min. Die Verdichtung betrug ebenfalls 8,0 : 1. Die V8-Optionen waren bei beiden die gleichen. Als Basis-V8 stand der Oldsmobile 260 mit 4261 cm³ (260 c.i.) zur Verfügung. Er leistete ebenfalls 110 nhp (81 kW). Der 5,7 Liter V8 blieb als Option mit Doppelvergaser und Doppel-Registervergaser erhältlich. Die Leistung mit Doppelvergaser war allerdings auf 145 PS bei 3800/min gesunken.
Den V6 hatte Buick aus seinem V8 abgeleitet und gleichzeitig mit dem Skyhawk eingeführt. Das Triebwerk war sehr erfolgreich und wurde in weiter entwickelter Form, etwa als Buick 3800, noch viele Jahre verwendet.
1976 hießen alle Versionen Skylark.

## Modellübersicht
| Modelljahr | Modell      | Code | Karosserie (Code)         | Produktion | Listenpreis US$        |
| ---------- | ----------- | ---- | ------------------------- | ---------- | ---------------------- |
| 1973       | Apollo      | 4XB  | Sedan, 4-türig (B69)      | 8.450      | R6: 2628.- V8:2746.-   |
| 1973       | Apollo      | 4XB  | Coupé, 2-türig (B27)      | 14.445     | R6: 2605.- V8: 2723.-  |
| 1973       | Apollo      | 4XB  | Kombicoupé, 2-türig (B17) | 9.868      | R6: 2654.- V8: 2872.-  |
| 1974       | Apollo      | 4XB  | Sedan, 4-türig (B69)      | 16.779     | R6: 3060.- V8: 3184.-  |
| 1974       | Apollo      | 4XB  | Coupé, 2-türig (B27)      | 28.286     | R6: 3067.- V8: 3161.-  |
| 1974       | Apollo      | 4XB  | Kombicoupé, 2-türig (B17) | 11.844     | R6: 3160.- V8: 3284.-  |
| 1975       | Apollo      | 4XB  | Sedan, 4-türig (B69)      | 21.138     | R6: 3436.-- V8: 3514.- |
| 1975       | Apollo S/R  | 4CX  | Sedan, 4-türig (C69)      | 2.241      | R6: 4092.- V8: 4170.-  |
| 1975       | Skylark S   | 4WX  | Coupé, 2-türig (W27)      | n. erh.    | V6: 3234.- V8: 3260.-  |
| 1975       | Skylark     | 4XB  | Coupé, 2-türig (B27)      | 27.689     | V6: 3234.- V8: 3489.-  |
| 1975       | Skylark     | 4XB  | Kombicoupé, 2-türig (B17) | 6.814      | V6: 3586.- V8: 3612.-  |
| 1975       | Skylark S/R | 4CX  | Coupé, 2-türig (C27)      | 3.746      | V6: 4136.- V8: 4162.-  |
| 1975       | Skylark S/R | 4CX  | Kombicoupé, 2-türig (C17) | 1.505      | V6: 4253.- V8: 4279.-  |

Das Werk schlüsselte den Skylark S von 1975 nicht separat auf; diese Produktionszahl ist enthalten in den 27.589 Skylark Coupés von 1975 enthalten.
In Kanada wurden 504 Apollo sedan nach den Spezifikationen von 1976 hergestellt.